# Togo nos Jogos Olímpicos
Togo enviou atletas para todos os Jogos Olímpicos de Verão realizados desde 1972 excepto por 1976 e 1980, ganhando sua primeira medalha olímpica nos Jogos de 2008 através de Benjamin Boukpeti, que conquistou a medalha de bronze no evento Slalom K-1 da canoagem.
Nos Jogos Olímpicos de Inverno, Togo participou de duas edições (2014 e 2018), mas sem conseguir nenhuma medalha.

## Medalhistas
| Medalha | Nome              | Jogos       | Esporte  | Evento               |
| ------- | ----------------- | ----------- | -------- | -------------------- |
|         | Benjamin Boukpeti | 2008 Pequim | Canoagem | Slalom K-1 masculino |

## Quadros de medalhas
| Edição              | Atletas      | Medalha de ouro | Medalha de prata | Medalha de bronze | Total de medalhas | Pos. |
| ------------------- | ------------ | --------------- | ---------------- | ----------------- | ----------------- | ---- |
| 1972 Munique        | 7            | 0               | 0                | 0                 | 0                 | —    |
| 1976 Montreal       | Não competiu | —               |                  |                   |                   |      |
| 1980 Moscou         | Não competiu | —               |                  |                   |                   |      |
| 1984 Los Angeles    | 6            | 0               | 0                | 0                 | 0                 | —    |
| 1988 Seul           | 6            | 0               | 0                | 0                 | 0                 | —    |
| 1992 Barcelona      | 6            | 0               | 0                | 0                 | 0                 | —    |
| 1996 Atlanta        | 5            | 0               | 0                | 0                 | 0                 | —    |
| 2000 Sydney         | 3            | 0               | 0                | 0                 | 0                 | —    |
| 2004 Atenas         | 3            | 0               | 0                | 0                 | 0                 | —    |
| 2008 Pequim         | 4            | 0               | 0                | 1                 | 1                 | 80   |
| 2012 Londres        | 6            | 0               | 0                | 0                 | 0                 | —    |
| 2016 Rio de Janeiro | 5            | 0               | 0                | 0                 | 0                 | —    |
| 2020 Tóquio         | 4            | 0               | 0                | 0                 | 0                 | —    |
| 2024 Paris          | 5            | 0               | 0                | 0                 | 0                 | —    |
| 2028 Los Angeles    |              |                 |                  |                   |                   | -    |
| 2032 Brisbane       |              |                 |                  |                   |                   | -    |
| Total               | Total        | 0               | 0                | 1                 | 1                 | 151  |

| Edição                       | Atletas      | Medalha de ouro | Medalha de prata | Medalha de bronze | Total de medalhas | Pos. |
| ---------------------------- | ------------ | --------------- | ---------------- | ----------------- | ----------------- | ---- |
| 2014 Sóchi                   | 2            | 0               | 0                | 0                 | 0                 | —    |
| 2018 PyeongChang             | 1            | 0               | 0                | 0                 | 0                 | —    |
| 2022 Pequim                  | Não competiu | —               |                  |                   |                   |      |
| 2026 Milão-Cortina d'Ampezzo |              |                 |                  |                   |                   | —    |
| Total                        | Total        | 0               | 0                | 0                 | 0                 | —    |